# Platyonitis bicuariensis
Platyonitis bicuariensis là một loài bọ cánh cứng trong họ Bọ hung (Scarabaeidae).